# 戈兰·尼科利奇
戈兰·尼科利奇（1976年7月1日—），生于尼克希奇，黑山男子篮球运动员，场上位置是中锋、大前锋。他曾代表塞尔维亚和黑山国家队参加2006年国际篮联世界锦标赛。